# Giornalismo musicale
Il giornalismo musicale è una branca del giornalismo specializzata nella produzione di interviste, articoli e reportage in ambito musicale. Dai profili dettagliati su cantanti e gruppi musicali ai brevi articoli su singoli album in uscita, il giornalismo musicale ha una tradizione ormai ultradecennale, portata avanti da riviste quali Rolling Stone, URB, NME e The Source negli Stati Uniti.
La critica musicale consiste nello studio, valutazione e interpretazione della musica. Il critico musicale è un giornalista musicale che esercita un metodo critico, frutto di studi musicologici, al fine di produrre recensioni, analisi e interpretazioni approfondite su un disco, un artista o un evento.

## Storia del giornalismo musicale
Già nell'antichità si possono rintracciare documenti anticipatori della critica musicale moderna, redatti da filosofi, poeti, letterati e storici. La letteratura greca offre ampie pagine di approfondimento sull'incidenza della musica nel costume e nella cultura contemporanea, oltre alle dispute fra generi e strumenti. Sofocle, Plutarco ed Erodoto furono i più illustri critici ante litteram conosciuti.
Nell'antica Roma la musica non riesce a ritagliarsi uno spazio così importante nella cultura, e di conseguenza la critica risulta essere piuttosto marginale e confinata nelle satire di Giovenale, oppure nelle opere di Tacito, nelle quali questi grandi pensatori assumono posizioni negative rispetto all'arte musicale.
Agli inizi del Settecento risale la celebre critica ai cantanti realizzata da Benedetto Marcello, intitolata Il teatro alla moda, così come in quei decenni prosegue la dura polemica fra i sostenitori dell'operetta italiana e di quella francese.
Il compositore inglese Charles Avison (1709-1770) è riconosciuto come il primo autore di un pezzo di critica musicale moderna in lingua inglese. Si tratta di un Saggio sull'Espressione Musicale (Essay on Musical Expression) pubblicato nel 1752, in cui Avidon critica la musica di Georg Friedrich Händel, suo contemporaneo.
Tra il 1722 e il 1725 è pubblicato Critica Musica, mensile fondato dal musicista e teorico Johann Mattheson.
Prima degli anni 40 dell'800, articoli di tema musicale sono scritti sia da riviste specializzate, sia da quotidiani d'indirizzo più generalmente politico, che riservano all'ambito musicale uno spazio minimo; le riviste specializzate d'indirizzo musicale più importanti nell'Europa del tempo erano l'Allgemeine musikalische Zeitung (pubblicato prima da Breitkopf & Härtel e poi da Rieter-Biederman) e il Neue Zeitschrift für Musik (fondato dal musicista Robert Schumann) nell'area germanica, The Musical Times nel Regno Unito (si tratta della più antica rivista musicale ancora pubblicata nel Regno Unito).
I primi dell'Ottocento segnano una svolta per il giornalismo musicale; grazie all'avvento del Romanticismo avviene infatti una sorta di "educazione musicale" dell'Europa, che porta ad un maggiore interesse e considerazione dei quotidiani per la musica e per i musicisti, ed alla nascita della figura professionale del "critico musicale". In tal senso, la differenza sostanziale con il periodo precedente gli anni quaranta dell'Ottocento è che i critici non sono più anche musicisti, come invece era avvenuto fino a quel momento. Tra i critici più apprezzati di quel periodo si può menzionare Martin Röder.
Inoltre la valorizzazione della musica passa anche attraverso l'approfondimento della sua storia, anello mancante e carente, invece, fino a quel momento, rispetto alle altre discipline artistiche.

## Giornalismo musicale moderno
Se è vero che un critico musicale è necessariamente un giornalista musicale, non è vero il contrario.
La professione di giornalista, che si afferma senza precedenti, direzioni predefinite o regole di base, prende piede in meno di un secolo. I giornalisti musicali possono essere tanto esperti dell'ambiente quanto scrittori freelance; il loro lavoro si concentra su singoli, album, DVD ed esecuzioni dal vivo, avvalendosi di interviste ai musicisti, profili sulla strumentazione e collaborazioni. Con l'affermarsi della professione, l'influenza del giornalismo musicale cresce a tal punto che le etichette musicali e i produttori cominciano ad inviare copie gratuitamente degli album e dei DVD in uscita, favorendo la stesura di recensioni e l'incontro con gli artisti.
Attualmente la professione è esercitata da professionisti dipendenti di testate cartacee o radiotelevisive (specializzate e non), o da freelance che collaborano a tali testate. Tuttavia, concedendo in particolare i quotidiani sempre meno spazio a recensioni e critiche, la professione sta conoscendo un progressivo depauperamento.
Altro ambito lavorativo dei critici e giornalisti musicali è quello saggistico che si concretizza nella pubblicazione di libri di argomento musicale (saggi su specifici argomenti, biografie, ecc.), settore che, in particolare in ambito "popular music", si è sviluppato a partire dalla fine degli anni '70.